# Aichi (prefectuur)

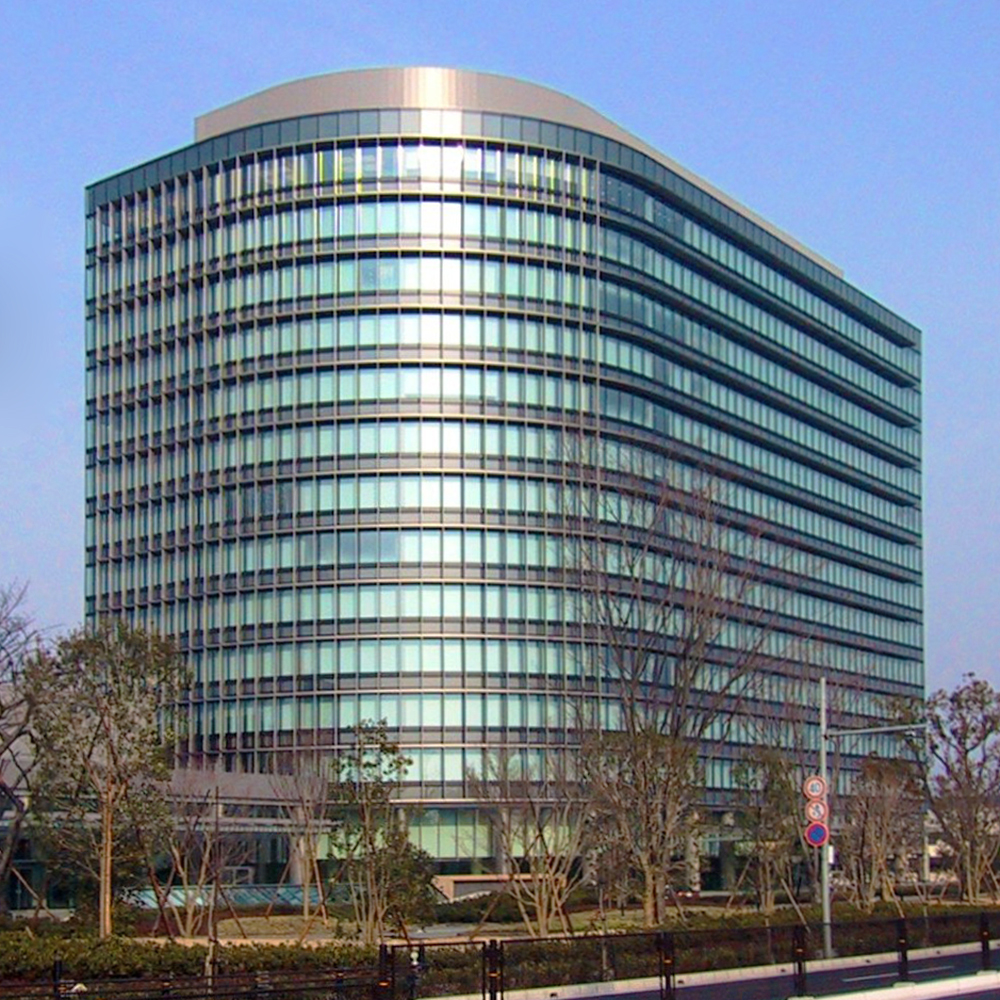
Hoofdkantoor van Toyota

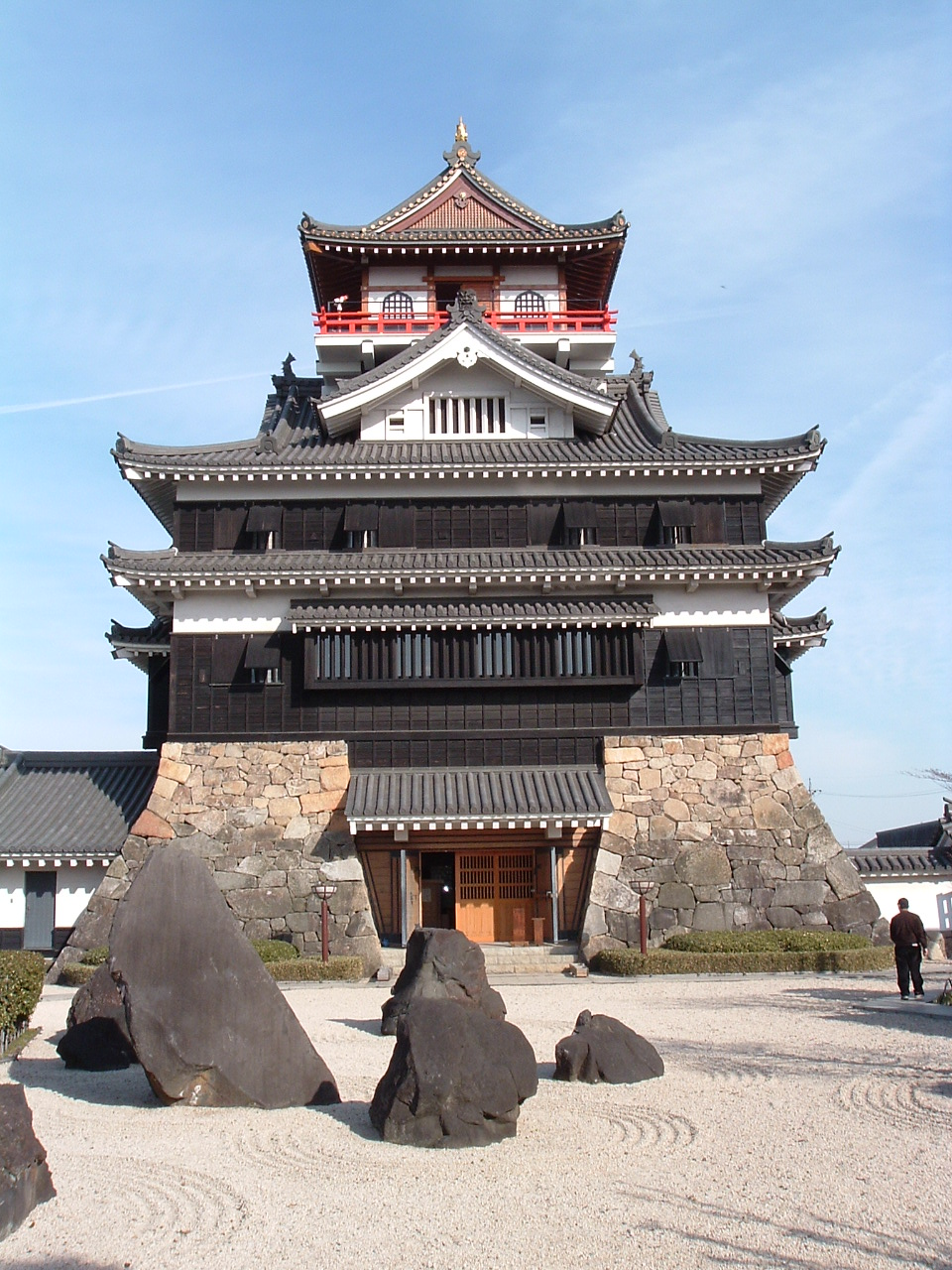
Kasteel van Kiyosu

De prefectuur Aichi (Japans: 愛知県, Aichi-ken) is een Japanse prefectuur met circa 7.428.769 inwoners (november 2012) en een oppervlakte van 5164,58 km², in de regio Chubu in Centraal-Honshu. De hoofdstad is Nagoya.

## Geschiedenis
De regio was oorspronkelijk onderverdeeld in drie provincies: Owari, Mikawa en Ho. Na de Taikaperiode werden de provincies Mikawa en Ho samengevoegd. In 1871, met het decreet op de afschaffing van leenrijken en instelling van prefecturen (廃藩置県, Haihan chiken), ontstond uit Owari, zonder het schiereiland Chita, de prefectuur Nagoya. Mikawa vormde samen met het schiereiland Chita de prefectuur Nukata. De prefectuur Nagoya werd in april 1872 hernoemd tot de prefectuur Aichi en werd verenigd met de prefectuur Nukata op 27 november van hetzelfde jaar.
De Wereldtentoonstelling van 2005 werd gehouden in Seto en Nagakute.

## Geografie
De prefectuur wordt in het zuiden en westen begrensd door de Ise-baai.
Aichi bestaat uit een vlakke kuststrook (de Nobivlakte) en een bergachtig, bebost binnenland. Door het gebied stroomt de Kiso rivier)-rivier, een belangrijke bron voor hydro-elektrische energie.
De administratieve onderverdeling is als volgt :

### Zelfstandige steden (市) shi
Er zijn 38 steden in de prefectuur Aichi:
| - Aisai(愛西) - Ama - Anjo(安城) - Chiryu - Chita - Gamagori - Handa - Hekinan - Ichinomiya - Inazawa - Inuyama - Iwakura - Kariya | - Kasugai - Kitanagoya - Kiyosu - Komaki - Konan - Miyoshi - Nagakute - Nagoya (hoofdstad) - Nishio - Nisshin - Okazaki - Obu - Owariasahi | - Seto - Shinshiro - Tahara - Takahama - Tokoname - Tokai - Toyoake - Toyohashi - Toyokawa - Toyota - Tsushima - Yatomi |

### Gemeenten (郡 gun)
De gemeenten van Aichi, ingedeeld naar district:
| District     | Gemeenten                                           |
| ------------ | --------------------------------------------------- |
| Aichi        | Togo                                                |
| Ama          | Kanie - Oharu - Tobishima                           |
| Chita        | Agui - Higashiura - Mihama - Minamichita - Taketoyo |
| Kitashitara  | Shitara - Toei - Toyone                             |
| Nishikasugai | Toyoyama                                            |
| Niwa         | Fuso - Oguchi                                       |
| Nukata       | Kota                                                |

### Fusies
(Situatie op 1 april 2012) 
Zie ook: Gemeentelijke herindeling in Japan
- Op 20 augustus 2003 smolten de gemeenten Tahara en Akabane samen tot de nieuwe stad Tahara.
- Op 1 april 2005 werden de gemeenten Heiwa en Sobue aangehecht bij de stad Inazawa. Het District Nakashima verdween als gevolg van deze fusie.
- Op 1 april 2005 werden de stad Bisai en de gemeente Kisogawa aangehecht bij de stad Ichinomiya. Het District Haguri verdween door deze fusie.
- Op 1 april 2005 fuseerden de gemeenten Saya, Saori, Hachikai en Tatsuta (allen van het District Ama tot de nieuwe stad Aisai.
- Op 1 april 2005 werden de gemeenten Fujioka en Obara van het District Nishikamo en de gemeenten Asuke, Shimoyama, Asahi en Inabu van het District Higashikamo aangehecht bij de stad Toyota. Het District Higashikamo hield op te bestaan na deze fusie.
- Op 7 juli 2005 fuseerden de gemeenten Kiyosu, Shinkawa en Nishibiwajima tot de nieuwe stad Kiyosu.
- Op 1 oktober 2005 werd de gemeente Tsugu (van het District Kitashitara) samengevoegd met de gemeente Shitara.
- Op 1 oktober 2005 werd de gemeente Atsumi van het District Atsumi aangehecht bij de stad Tahara. Het District Atsumi verdween na deze fusie.
- Op 1 oktober 2005 werden de gemeenten Horai en Tsukude van het District Minamishitara aangehecht bij de stad Shinshiro. Het District Minamishitara verdween als gevolg van deze fusie.
- Op 27 november 2005 werd de gemeente Tomiyama van het District Kitashitara aangehecht bij de gemeente Toyone.
- Op 1 januari 2006 werd de gemeente Nukata van het District Nukata aangehecht bij de stad Okazaki.
- Op 1 februari 2006 werd de gemeente Ichinomiya van het District Hoi aangehecht bij de stad Toyokawa.
- Op 20 maart 2006 fuseerden de gemeenten Shikatsu en Nishiharu van het District Nishikasugai tot de nieuwe stad Kitanagoya.
- Op 1 april 2006 fuseerden de gemeenten Jushiyama en Yatomi van het District Ama tot de nieuwe stad Yatomi.
- Op 15 januari 2008 werden de gemeenten Otowa en Mito van het District Hoi aangehecht bij de stad Toyokawa.
- Op 1 oktober 2009 werd de gemeente Haruhi (District Nishikasugai) aangehecht bij de stad Kiyosu.[2]
- Op 4 januari 2010 kreeg de gemeente Miyoshi (三好町, Miyoshi-chō) uit het district Nishikamo het statuut van stad (shi) onder de naam Miyoshi-shi (みよし市). De nieuwe naam is een voorbeeld van een hiragana-gemeente. Het district Nishikamo hield op te bestaan.[3]
- Op 1 februari 2010 werd de gemeente Kozakai van het district Hoi aangehecht bij de stad Toyokawa. Het district Hoi verdween na deze fusie.[3]
- Op 22 maart 2010 fuseerden de gemeenten Shippo, Jimokuji en Miwa van het district Ama tot de nieuwe stad Ama.[3]
- Op 1 april 2011 werden de gemeenten Hazu, Isshiki en Kira van het district Hazu aangehecht bij de stad Nishio. Het district Hazu verdween na deze fusie.[3]
- Op 4 januari 2012 kreeg de gemeente Nagakute (長久手町, Nagakute-chō) uit het district Aichi het statuut van stad (shi) onder de naam Nagakute-shi (長久手市).

## Demografie
| Leeftijd    | Aantal |
| ----------- | ------ |
| 0 – 4 jaar  | 354    |
| 5 - 9       | 366    |
| 10 - 14     | 349    |
| 15 - 19     | 378    |
| 20 - 24     | 443    |
| 25 - 29     | 511    |
| 30 - 34     | 618    |
| 35 - 39     | 541    |
| 40 - 44     | 478    |
| 45 - 49     | 418    |
| 50 - 54     | 459    |
| 55 - 59     | 568    |
| 60 - 64     | 486    |
| 65 - 69     | 401    |
| 70 - 74     | 329    |
| 75 - 79     | 242    |
| 80 - 84     | 149    |
| 85 - 89     | 81     |
| 90 of ouder | 45     |

| Man | Leeftijd    | Vrouw |
| --- | ----------- | ----- |
| 181 | 0 – 4 jaar  | 172   |
| 187 | 5 - 9       | 179   |
| 179 | 10 - 14     | 171   |
| 196 | 15 - 19     | 182   |
| 232 | 20 - 24     | 211   |
| 267 | 25 - 29     | 244   |
| 320 | 30 - 34     | 298   |
| 281 | 35 - 39     | 259   |
| 247 | 40 - 44     | 230   |
| 214 | 45 - 49     | 204   |
| 231 | 50 - 54     | 228   |
| 285 | 55 - 59     | 284   |
| 243 | 60 - 64     | 243   |
| 199 | 65 - 69     | 202   |
| 155 | 70 - 74     | 173   |
| 107 | 75 - 79     | 135   |
| 54  | 80 - 84     | 95    |
| 24  | 85 - 89     | 57    |
| 11  | 90 of ouder | 35    |

| Bevolkingsdiagram                                         |                                                               |
| Bevolkingspiramiden van Aichi en het nationale gemiddelde | De bevolkingspiramide van Aichi en de bevolking naar geslacht |
| ■ Purper is Aichi ■ Groen is het nationale gemiddelde     | ■ Blauw = man ■ Rood = vrouw                                  |

## Economie

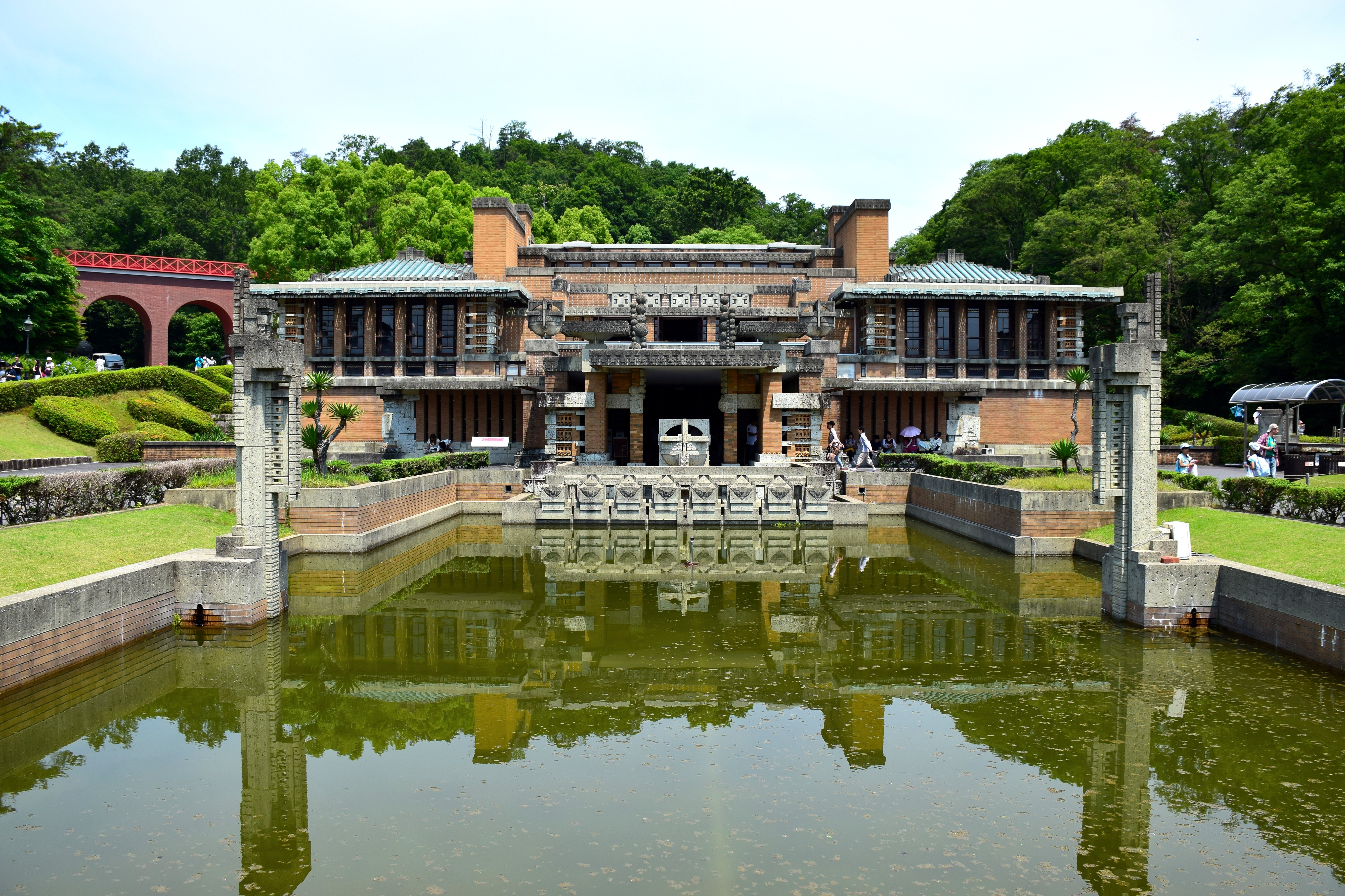
De lobby van het door Frank Lloyd Wright ontworpen Imperial Hotel.

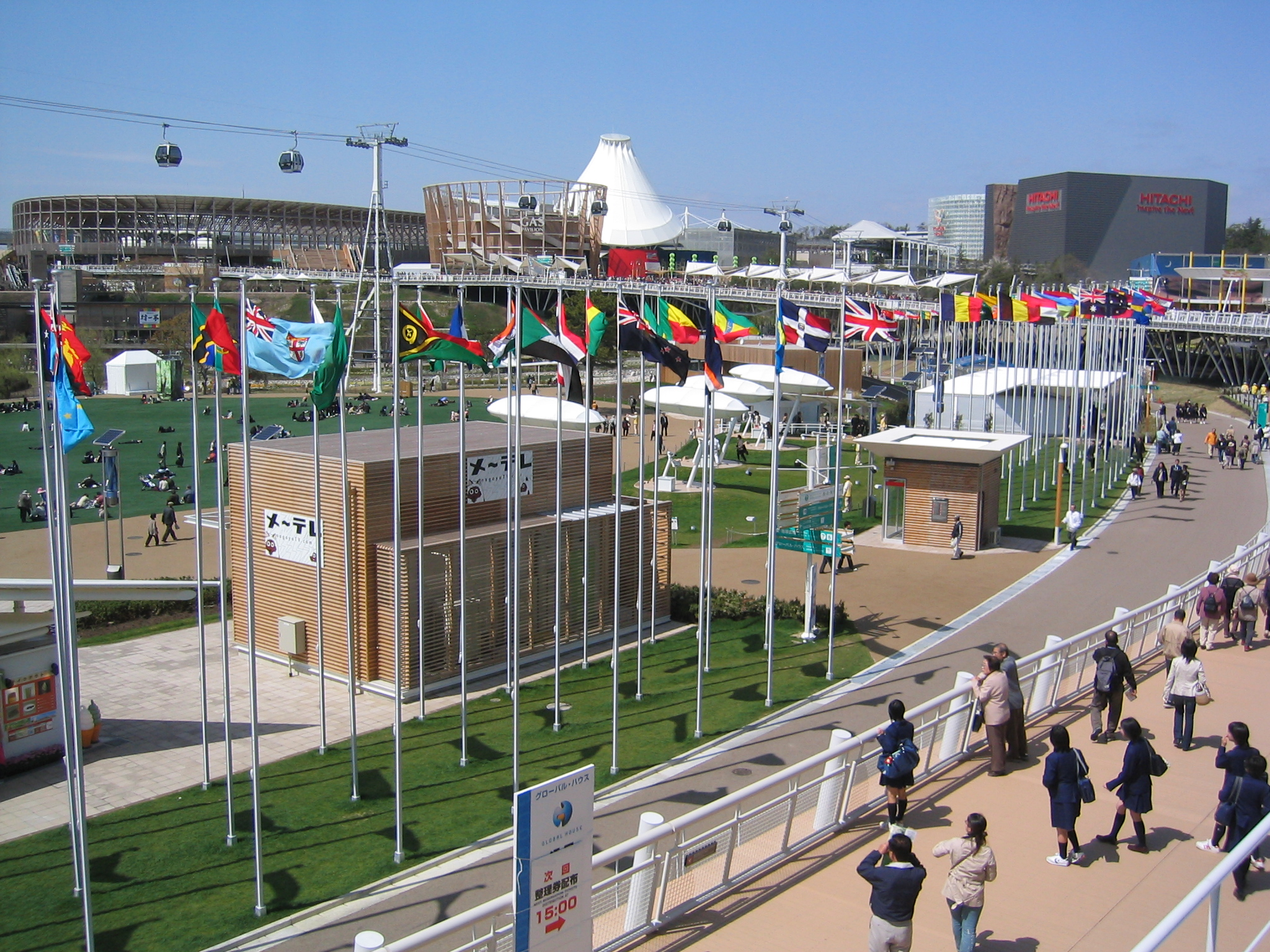
Expo 2005.

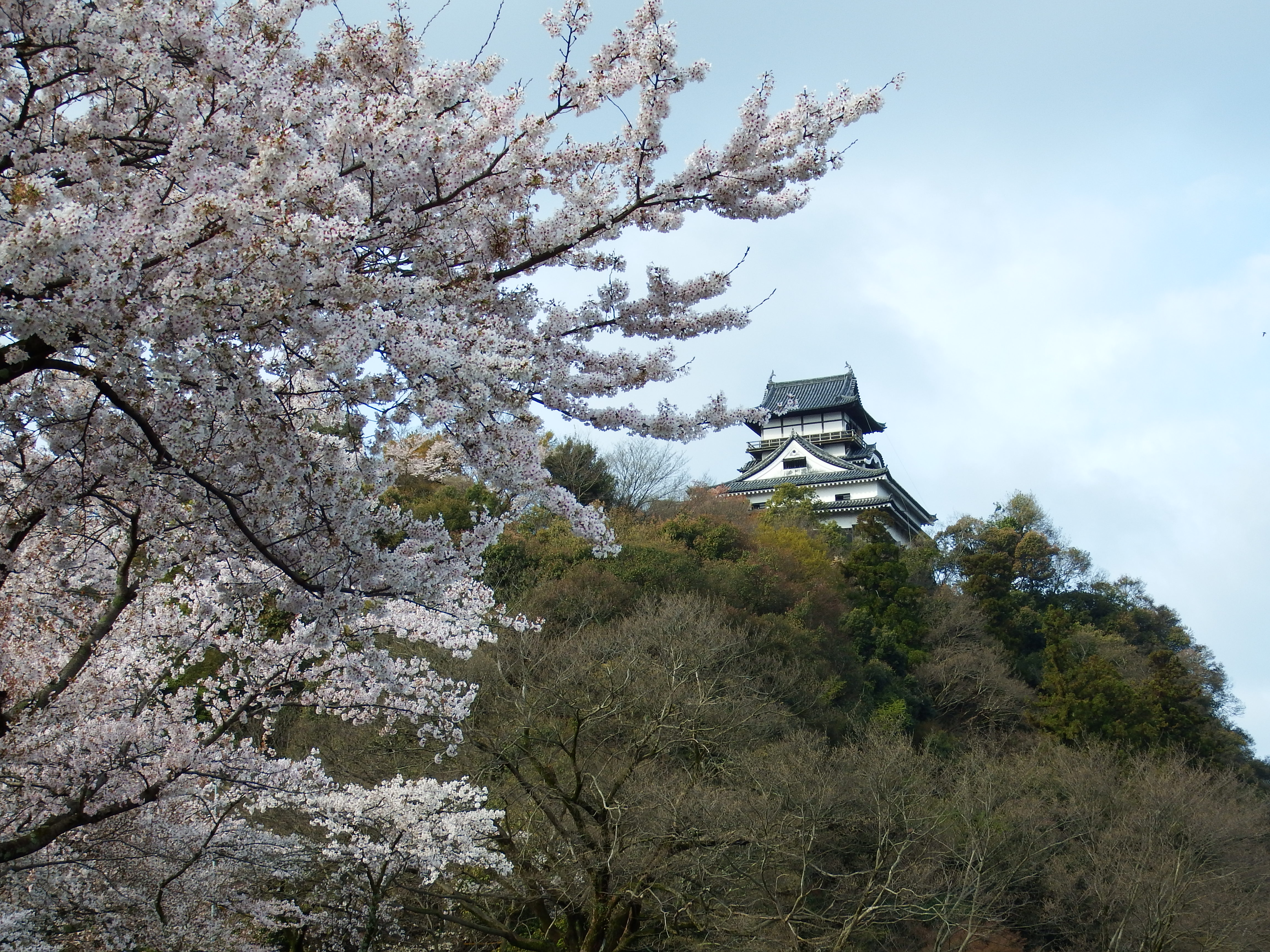
Kasteel van Inuyama

Nagoya, de hoofdstad van de prefectuur, en zijn omringende voorsteden vormen het industrieel gebied Chukyo, dat de derde grootste industriële concentratie van Japan is. Er worden auto's, textiel, keramiek, machines en chemische producten vervaardigd.
De Central Japan International Airport van Japan is gevestigd op een kunstmatig eiland in de Baai van Ise, vlak bij Tokoname.
De volgende bedrijven hebben hun hoofdkantoor in Aichi:
| Aisin Seiki                   | Kariya |
| Brother Industries, Ltd.      | Nagoya |
| Central Japan Railway Company | Nagoya |
| Denso Corporation             | Kariya |
| Makita Corporation            | Anjou  |
| Matsuzakaya                   | Nagoya |
| Nagoya Railroad               | Nagoya |
| Nippon Sharyo                 | Nagoya |
| Noritake                      | Nagoya |
| Toyota Motor Corporation      | Toyota |

## Bezienswaardigheden
- Meiji Mura, een openluchtmuseum over architectuur in Inuyama. Er worden historische gebouwen uit de Meiji en Taisho-perioden bewaard. Hier bevindt zich ook de lobby van het door Frank Lloyd Wright ontworpen Imperial Hotel (het origineel stond in Tokio van 1923 tot 1967).
- Kasteel van Inuyama
- Jokoji-tempel in Seto
- Kasteel van Kiyosu

## Partnerschappen
De prefectuur Aichi heeft een partnerschap met volgende deelgebieden:
- Jiangsu (Volksrepubliek China)
- Victoria (Australië)